# Subglaciale vulkaan

Doorsnede van een subglaciale vulkaan:
1. Wolk van as en waterdamp
2. Subglaciaal meer
3. IJslaag
4. Lava- en aslagen
5. Onderliggende aardlagen
6. Kussenlava
7. Magmaschacht
8. Magmakamer
9. Verticale magma-intrusie (dike)

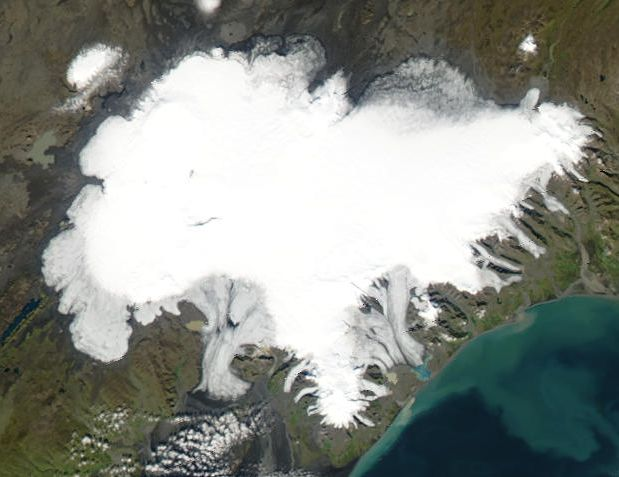
Vatnajökull, IJsland, een vulkanengebied bedekt door een dikke laag ijs afkomstig uit de laatste ijstijd. Onder de ijslaag bevinden zich diverse subglaciale vulkanen.

Een subglaciale vulkaan is een vulkaan die zich onder een ijslaag, zoals een gletsjer, bevindt. Bij de uitbarsting wordt in de krater doorgaans een subglaciaal meer gevormd.
Subglaciale vulkanen kunnen, indien ze uitbarsten, voor grote explosies zorgen met een hoge rookpluim. Dit komt doordat de combinatie van hete uitstromende magma en koud ijs heftige processen kan teweegbrengen, zoals enorm grote hoeveelheden smeltwater (overstromingen mogelijk), stoom- en drukvorming (het ijs wordt van onderaf plotseling sterk verhit), brekend ijs (dat mee de lucht in wordt geslingerd) en een hoge druk in de caldera (doordat het ijs minder buigzaam is dan een watergevulde caldera).
Een voorbeeld van een subglaciale vulkaan is de Bárðarbunga, die deel uitmaakt van Vatnajökull, een gletsjer- en vulkanengebied  in IJsland. De caldera van de Bárðarbunga is bedekt met een laag ijs die tot meer dan een kilometer dik is. Dit ijspakket is er na de laatste ijstijd achtergebleven. Aan de randen van de ijskap zijn enorme kilometerslange gletsjers van smeltend ijs te zien.